# Льюїс (округ Льюїс, Нью-Йорк)
Льюїс (англ. Lewis) — місто (англ. town) в США, в окрузі Льюїс штату Нью-Йорк. Населення — 844 особи (2020).

## Демографія
Згідно з переписом 2010 року, у місті мешкали 854 особи в 329 домогосподарствах у складі 232 родин. Було 439 помешкань
Расовий склад населення:
| - 98,7 % — білих - 0,1 % — вихідців з тихоокеанських островів - 0,1 % — корінних американців |

До двох чи більше рас належало 1,1 %. Частка іспаномовних становила 0,8 % від усіх жителів.
За віковим діапазоном населення розподілялося таким чином: 25,8 % — особи молодші 18 років, 62,0 % — особи у віці 18—64 років, 12,2 % — особи у віці 65 років та старші. Медіана віку мешканця становила 39,9 року. На 100 осіб жіночої статі у місті припадало 109,3 чоловіків;  на 100 жінок у віці від 18 років та старших — 109,9 чоловіків також старших 18 років.
Середній дохід на одне домашнє господарство  становив 55 137 доларів США (медіана — 42 500), а середній дохід на одну сім'ю — 66 906 доларів (медіана — 56 406). Медіана доходів становила 40 625 доларів для чоловіків та 40 000 доларів для жінок. За межею бідності перебувало 17,3 % осіб, у тому числі 20,6 % дітей у віці до 18 років та 15,8 % осіб у віці 65 років та старших.
Цивільне працевлаштоване населення становило 358 осіб. Основні галузі зайнятості: освіта, охорона здоров'я та соціальна допомога — 20,4 %, сільське господарство, лісництво, риболовля — 17,0 %, будівництво — 13,7 %.